# وزير (لقب)

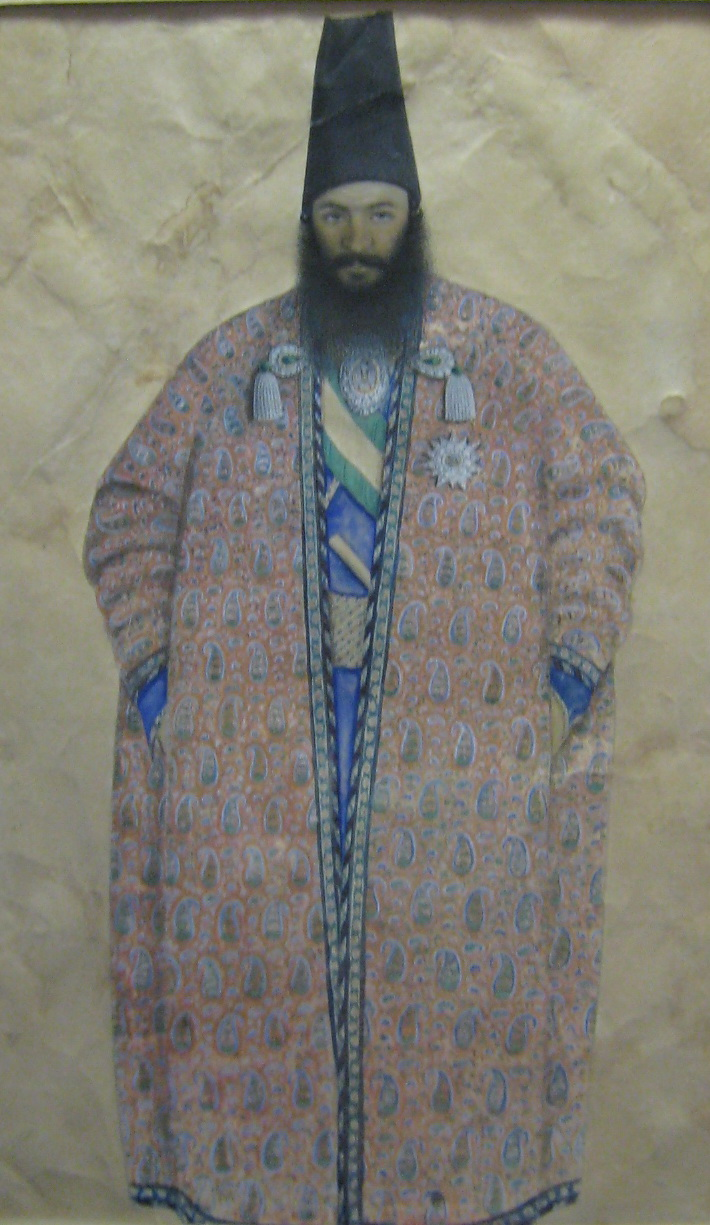
أحد وزراء الدولة القاجارية

الوزير هي رتبة إدارية كانت معتمدة في الدولة العثمانية، وفي الدولة العباسية من قبلها.